# Araschnia
Araschnia es un género de lepidópteros de la subfamilia  Nymphalinae en la familia Nymphalidae que se encuentra en  Asia.

## Especies
- Araschnia burejana (Bremer, 1861)
- Araschnia davidis Poujade, 1885
- Araschnia dohertyi Moore, 1899
- Araschnia doris Leech, 1893
- Araschnia levana (Linnaeus, 1758)
- Araschnia oreas Leech, 1892
- Araschnia prorsoides (Blanchard, 1871)
- Araschnia zhangi Chou, 1994